# Конопелько Алла Іванівна
Алла Конопелько (біл. Ала Канапелька, 14 лютого 1960, Небитов, Хойницький район, Гомельська область, Білоруськая РСР — 24 серпня 2015, Мінськ, Республіка Білорусь) — білоруська поетеса і перекладачка.

## Біографія
Народилася в селянській сім'ї. У 1978 р. закінчила Лоєвське педагогічне училище і вступила на філологічний факультет Білоруського державного університету. Після закінчення університету (1983) працювала методистом, з 1988 р. завідувачем сектором методичної роботи Будинку літератора СП БРСР. З 1990 р. — завідувач організаційно-пропагандистського відділу Білоруського фонду культури. Працювала в журналі «Полымя», головним редактором журналу «Крыніца»  (?—2002), заступником головного редактора в журналі «Вестник Беларусбанка».
Член Союзу письменників СРСР з 1985 року.
У республіканському друку виступила в 1977 р. (журнал «Молодість»). Автор поетичних збірок «Колір вільхи» (1985) і «Літочислення» (1999). Перекладала твори українських, курдських, молдавських, болгарських поетів.
Померла 24 серпня 2015 року у Мінську. Похованая на кладовищі у Смолевічах.